# Lynn Klesser
Lynn Klesser (Niedorp, 24 juni 2001) is een Nederlandse handbalster die uitkomt voor VZV en ook actief is in het beachhandbal. 

## Biografie

### Handbal
Klesser komt sinds 2017 uit voor VZV uit 't Veld. Ze maakte in eerste instantie deel uit van de jeugdselecties alvorens ze haar debuut maakte voor de club in de Nederlandse eredivisie. In 2019 en 2020 behaalde ze met VZV de derde plaats in die competitie. In het seizoen 2017/18 deed Klesser met haar club mee aan de EHF Challenge Cup, waarin de derde ronde werd behaald. Het seizoen erna reikte Klesser met VZV tot de kwartfinales waarna door de coronapandemie deze niet werd afgemaakt. In het seizoen 2020/21 kon vanwege diezelfde reden VZV niet aantreden in hun EHF Challenge Cupwedstrijd tegen het Zwitserse Spono Eagles.

### Beachhandbal

#### Junioren
In 2016 nam Klesser met Nederland -16 deel aan het Junioren EK in Nazaré, Portugal. In de voorronde rekenden Klesser en haar ploeggenoten eenvoudig af met onder andere Rusland, Spanje en Bulgarije. Als eerste geplaatste plaatste Nederland zich voor de kwartfinales, waarin Italië in twee sets werd verslagen. In de halve finale werd Noorwegen na een shoot-out verslagen. In de finale stonden Klesser en haar leeftijdsgenoten opnieuw tegenover Spanje. Door de Spaanse vrouwen opnieuw te verslaan werd Klesser jeugdkampioen. Klesser kwam in alle zes wedstrijden in actie, waarin ze, afgezien van de kwartfinale, elke wedstrijd viermaal tot score kwam.
Klesser was in 2017 ook onderdeel van de handbalploeg actief op het EK -17 aan het Jarunmeer, nabij Zagreb in Kroatië. In de eerste ronde werden Oekraïne, Roemenië, Polen en Duitsland aan de zegekar gebonden. Tegen Hongarije won Nederland opnieuw, zij het door middel van een shoot-out. In de tweede voorrondewedstrijd was Klesser topscorer met 12 doelpunten en in de derde wedstrijd gedeeld topscorer samen met Anna Buter. Ongeslagen trad Nederland in de kwartfinale aan tegen Litouwen, dat eveneens werd verslagen mede door acht doelpunten van Klesser. In de halve finales werd afgerekend met Duitsland door middel van een shout-out. Na een zwaarbevochten overwinning op Portugal in de finale waren Klesser en haar teamgenoten opnieuw Europees kampioen. In de finale was Klesse doorslaggevend met vijf doelpunten. Ze scoorde uiteindelijk 61 doelpunten op het toernooi en werd na afloop uitgeroepen tot 'speelster van het toernooi'.

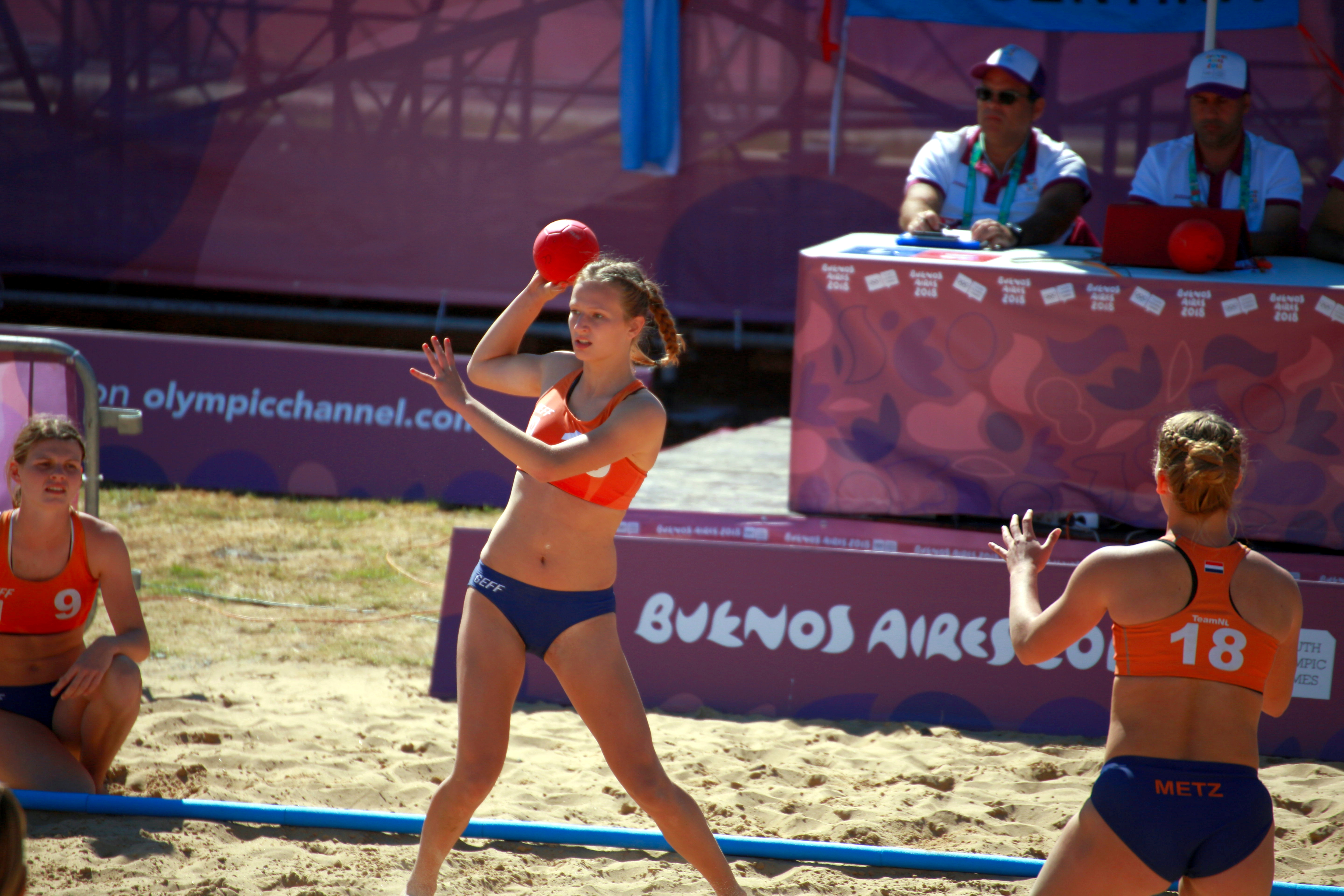
Klesser samen Anna Buter (links) en Nyah Metz (rechts) op de Olympische Jeugdzomerspelen in Argentinië in 2018

Een maand later nam Van der Meij eveneens deel aan het WK -17 in Flic-en-Flac, Mauritius. Na een overwinning op Taiwan, plaatsen Van der Meij en haar leeftijdsgenoten zich al voor de volgende ronde door het terugtrekken van Togo en Brazilië uit het toernooi. In de volgende ronde werden Argentinië, Kroatië en Hongarije verslagen. In de kwartfinale werd afgerekend met Thailand, waarna een nieuwe ontmoeting met Argentinië wederom werd omgezet in een overwinning. In de finale stond Nederland opnieuw tegenover Hongarije, die in een shoot-out werd verloren. Hierdoor grepen Klesser en haar leeftijdsgenoten naast de wereldtitel.
Op het EK -18 in Ulcinj, Montenegro, maakte Van der Meij opnieuw deel uit van de Nederlandse selectie. De drie groepswedstrijden werden eenvoudig omgezet in overwinningen op Oekraïne, Montenegro en Litouwen. In de eerste twee wedstrijden was Klesser met respectievelijk tien en twaalf doelpunten topscorer en in de derde wedstrijd maakte ze slechts één doelpunt omdat ze toen meer verdedigend stond opgesteld. Zonder puntverlies behaalde Nederland de knock-outfase waarin Kroatië wachtte in de kwartfinales. Deze wedstrijd werd, mede door vier doelpunten van Klesser, in winst omgezet. Nadat ook Duitsland, mede door 16 doelpunten van Klesser, was verslagen in de halve finales, wachtte Hongarije in de finale. Deze wedstrijd ging verloren, ondanks acht doelpunten van Klesser waarmee ze gedeeltelijk topscorer was samen met Marit van Ede. Klesse maakte een totaal van 51 punten op het eindtoernooi.

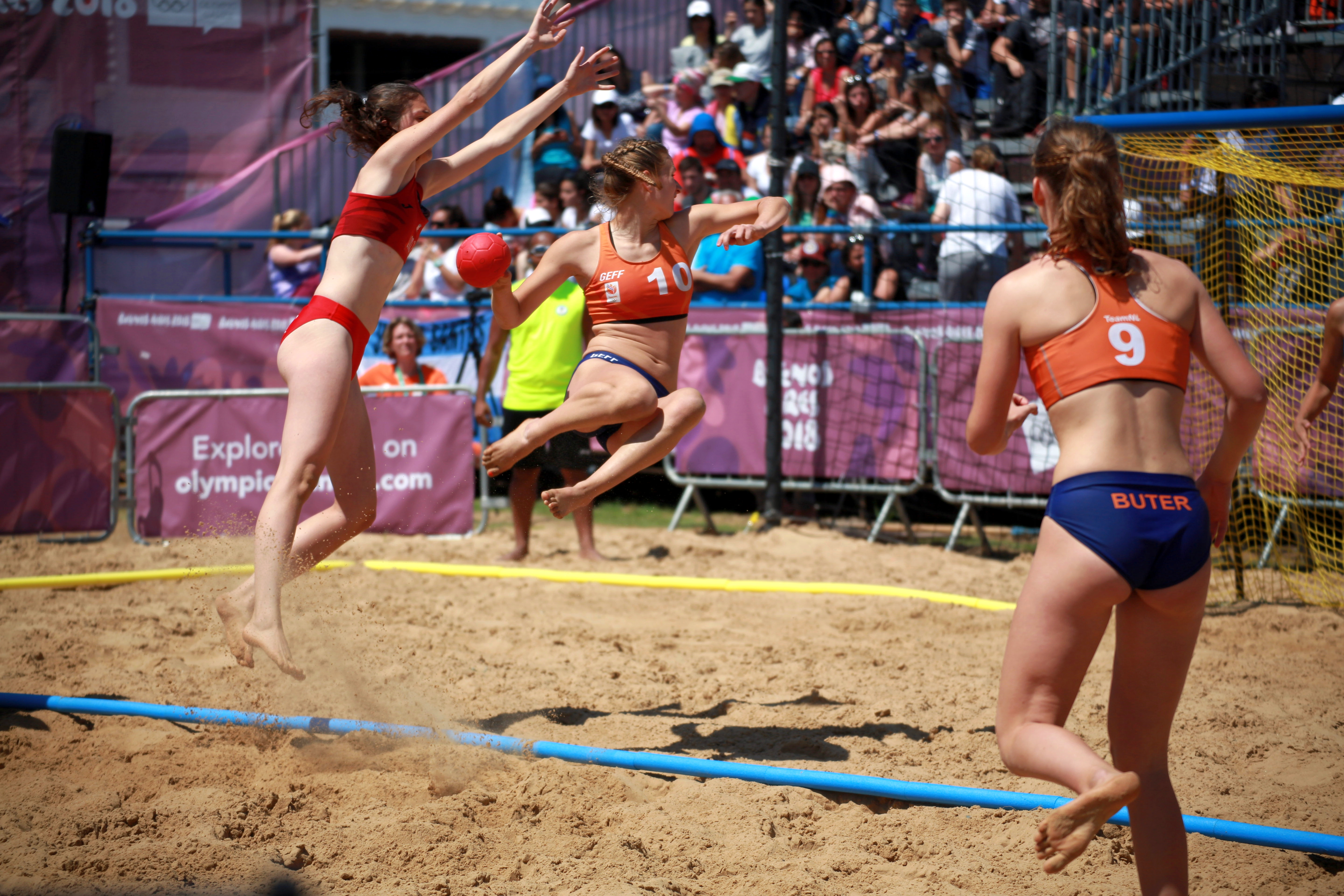
Klesser met Anna Buter tijdens de halve finale tegen Kroatië van de Olympische Jeugdzomerspelen in 2018

Op de Olympische Jeugdzomerspelen 2018 in Buenos Aires, Argentinië was Klesser opnieuw als een van de veldspeelsters van de partij. In de eerste overwinning op Paraguay wist Klesser het net niet te vinden. In de wedstrijden daarna tegen Hong Kong was Klesser met twaalf doelpunten gedeeltelijk topscorer met Nyah Metz. In de volgende wedstrijd werd Italië verslagen. In het laatste voorrondeduel tegen Venezuela was Klesser vooral aangever en wist ze acht keer een assist te geven voorafgaande aan een doelpunt. In de hoofdronde trof Nederland allereerst de Chinese Taipei, dat na een shoot-out werd verslagen. Klesser breidde haar doelpuntentotaal deze wedstrijd uit tot 22 treffers. Ook gaf ze vier assists in de partij tegen de Chinese Taipei. Hierna verloren Klesser en haar ploeggenoten in de halve finale van Kroatië, ondanks tien doelpunten van haar. In de strijd om de bronzen medaille wachtte Hongarije. Tegen de Hongaren slikten Klesser en haar ploeggenoten opnieuw een nederlaag. Klesser was met negen treffers topscorer in deze partij, maar voor een medaille was het niet genoeg. Met een doelpuntentotaal van 115 treffers was Klesser na de Russische Anna Iwanowa topscorer van het toernooi. Ook breidde ze de meest Nederlandse treffers voor na Anna Buter met een totaal van 27 assists. Samen met de Kroatische Mia Tupek stond Klesser op de negende plaats van meeste assists.

#### Senioren
In 2019 maakte Klesser oorspronkelijk onderdeel uit van de selectie van het EK beachhandbal in Stare Jabłonki, Polen. Ze maakte samen met Lisanne Bakker, Marit van Ede en Amber van der Meij de overstap van de junioren naar senioren. Klesser viel echter vlak voor het toernooi nog af en werd vervangen door Manon Zijlmans.
In 2021 kreeg Klesser een nieuwe kans op het EK beachhandbal, ditmaal in Varna, Bulgarije. Hier moeten ze de eindoverwinning aan de Deense vrouwen laten.

## Onderscheidingen
- - WK junioren beachhandbal (2017)
- Vierde plaats - Olympische Jeugdzomerspelen (2018)
- - EK -16 (2016)
- - EK -17 (2017)
- - EK -17 (2018)